# Miami Americans
Miami Americans war ein US-amerikanischer Fußballverein aus Miami, Florida.

## Geschichte
1976 wurde der Verein als New Jersey Americans gegründet und konnte bereits 1977 den ersten Erfolg feiern, als sie Meister in der American Soccer League wurden. 1979 verkaufte der Eigentümer Joseph Raymond den Verein an eine in London ansässige Firma. Die neuen Eigentümer verlegten den Standort des Vereins nach Miami und gaben dem Verein den Namen Miami Americans. Außerdem wurde Ron Newman als neuer Trainer verpflichtet. Am 20. Juni verließ Newman den Verein und wechselte zu den San Diego Sockers. Fünf Tage später wurde der Verein an Stan Noah und Archie Oliver verkauft. Nach der Saison 1980 wurde der Verein aufgelöst.

## Tabellenplatzierungen

### Als New Jersey Americans
| Jahr | Division | Liga | Reg. Saison    | Playoffs                    | National Cup     |
| ---- | -------- | ---- | -------------- | --------------------------- | ---------------- |
| 1976 | 2        | ASL  | 6. Platz (Ost) | Nicht qualifiziert          | Nicht angetreten |
| 1977 | 2        | ASL  | 1. Platz (Ost) | Meister                     | Nicht angetreten |
| 1978 | 2        | ASL  | 2. Platz (Ost) | Im Halbfinale ausgeschieden | Nicht angetreten |
| 1979 | 2        | ASL  | 4. Platz (Ost) | Nicht qualifiziert          | Nicht angetreten |

### Als Miami Americans
| Jahr | Division | Liga | Reg. Saison | Playoffs           | National Cup     |
| ---- | -------- | ---- | ----------- | ------------------ | ---------------- |
| 1980 | 2        | ASL  | 3. Platz    | Nicht qualifiziert | Nicht angetreten |

## Trainer
- Manny Schellscheidt (1977)
- Eddie Firmani (1979)
- Ron Newman (1980); 9 Spiele (2 Siege, 3 Unentschieden, 4 Niederlagen)
- Brian Tiler (1980); 19 Spiele (8 Siege, 0 Unentschieden, 11 Niederlagen)

## Bekannte Spieler
| Name             | Spielzeit   | Einsätze | Tore |
| ---------------- | ----------- | -------- | ---- |
| Juan Cano        | (1977–19??) |          |      |
| Ringo Cantillo   | (1977)      | 22       | 7    |
| Eusébio          | (1979–1980) | 9        | 2    |
| Woody Hartmann   | (1976)      |          |      |
| Kevin Kiernan    | (1976)      | 21       | 6    |
| Jose Neto        | (1977–1978) | 39       | 34   |
| Telmo Pires      | (1977)      |          |      |
| Steve Reid       | (1978)      | 21       | 8    |
| John Roeslein    | (1976–1977) | 20       | 7    |
| António Simões   | (1978)      |          |      |
| Jerry Sularz     | (1977–1978) |          |      |
| Carlos Velasquez | (1977–1978) |          |      |
| Emmanuel Sanon   | (1980)      | 12       | 6    |